# Medana
Medana falu Nyugat-Szlovéniában, a Goriška statisztikai régióban. Közigazgatásilag Brdához tartozik. A falu szülötte Alojz Gradnik szlovén költő. A település híres a Költészeti és Bornapok fesztiválról, melyet minden év augusztusának végén tartanak meg. A fesztiválra koncertek, versolvasás, versek fordítása és kiállítások vonzzák a kultúra kedvelőit.
A 2002-es népszámlálás adatai alapján a település teljes lakossága, azaz 241 fő szlovén nemzetiségű volt.
A falu templomát Nagyboldogasszony tiszteletére emelték és a Koperi egyházmegyéhez tartozik.

## Fordítás
- Ez a szócikk részben vagy egészben  a   Medana című angol Wikipédia-szócikk ezen változatának fordításán alapul.  Az eredeti cikk szerkesztőit annak laptörténete sorolja fel. Ez a jelzés csupán a megfogalmazás eredetét és a szerzői jogokat jelzi, nem szolgál a cikkben szereplő információk forrásmegjelöléseként.